# Hans Regner (jurist)
Hans Oscar Ivan Regner, född 20 maj 1936 i Malmö Sankt Petri församling, Malmöhus län, är en svensk jurist. Han var justitiekansler 1996–2001.
När justitieminister Tomas Bodström 2004 inrättade rikspolisstyrelsens etiska råd, blev Hans Regner dess ordförande. Rådet skulle bland annat utreda polisens beväpning och kallas ibland vapenetiska rådet.
Hans Regner var ensamutredare bakom Äktenskap för par med samma kön - vigselfrågor (SOU 2007:17).
Hans Regnér är son till justitierådet Nils Regner, bror till justitierådet Göran Regner och gift med juristen Karin Lindell.